# Mi Amor
Mi Amor is een nummer van de Nederlandse dj Sam Feldt, de Amerikaanse zanger Jvke en de Braziliaanse zangeres Anitta uit 2024.
"Mi Amor" is een tropical housenummer met een zomers geluid. Volgens Feldt is het nummer "een viering van de liefde en mijn muzikale reis van de afgelopen tien jaar". De samenwerking tussen Feldt en Jvke kwam tot stand op Instagram, waar de twee hun ideeën voor het nummer uitwisselden. Het nummer werd een hit in het Nederlandse taalgebied; met in de Nederlandse Top 40 een 15e positie, en in de Vlaamse Ultratop 50 de 46e positie.

## Tracklijst
Muziekdownload
1. "Mi Amor" - 2:19